# Án lệ 61/2023/AL
Án lệ 61/2023/AL về chấm dứt việc nuôi con nuôi khi con nuôi chưa thành niên là án lệ thứ 61 thuộc lĩnh vực hôn nhân và gia đình của hệ thống pháp luật Việt Nam, được Hội đồng Thẩm phán Tòa án nhân dân tối cao thông qua, Chánh án Nguyễn Hòa Bình ra quyết định công bố ngày 24 tháng 2 năm 2023, và có hiệu lực cho tòa án các cấp trong cả nước nghiên cứu, áp dụng trong xét xử từ ngày 27 tháng 3 năm 2023. Án lệ này dựa trên nguồn là Quyết định sơ thẩm số 87 được ban hành 24 tháng 4 năm 2019 của Tòa án nhân dân huyện Trảng Bom về việc yêu cầu chấm dứt việc nuôi con nuôi, với nội dung xoay quanh vấn đề con nuôi chưa thành niên, tự nguyện chấm dứt việc nuôi con nuôi. Án lệ này do Giáo sư, Tiến sĩ Luật Đỗ Văn Đại và Thạc sĩ Lê Thị Mận từ Trường Đại học Luật Thành phố Hồ Chí Minh đề xuất.

## Nội dung vụ việc
Tại xã Hưng Thịnh, huyện Trảng Bom, tỉnh Đồng Nai có đôi vợ chồng Trần Công T, Nguyễn Thị Q (gọi tắt là ông bà TQ), đôi vợ chồng Nguyễn Thanh H và Trần Thị Thảo T1 (gọi tắt là ông bà HT), trong đó bà Q là chị ruột của ông H. Ông bà HT có ba người con, trong đó người con thứ hai là có tên khai sinh là Nguyễn Minh Khánh, sinh năm 2003, đến năm 2015 khi gia đình gặp nhiều khó khăn về kinh tế thì đã trao đổi với vợ chồng người chị là ông bà TQ rồi cùng đồng ý với nhau về việc ông bà TQ nhận nuôi Minh Khánh. Thủ tục nhận nuôi tại Ủy ban nhân dân xã Hưng Thịnh, được cấp giấy chứng nhận nuôi con nuôi số vào ngày 15 tháng 9 năm 2015, khi Minh Khánh 12 tuổi. Sau khi nhận con nuôi, ông bà TQ đã thay đổi họ của cháu từ Nguyễn Minh Khánh thành Trần Minh Khánh và chăm sóc, nuôi dưỡng, học cấp 2, cấp 3.
Năm 2019, sau 4 năm được nuôi dưỡng ở gia đình ông bà TQ, tức người bác của mình, Minh Khánh bắt đầu học cấp 3 và có nguyện vọng được về sống với gia đình bố mẹ đẻ, tức ông bà HT. Minh Khánh trình bày rằng khi sống tại nhà bác, Khánh sống và học tập tốt, vẫn giữ liên lạc với gia đình, nhưng do với thời điểm này [2019], cậu đã lớn và về nhà có đông anh chị em nên có nguyện vọng được về sống cùng bố mẹ ruột. Nguyện vọng này của Minh Khánh được sự đồng ý bởi cả gia đình ông bà TQ và HT, do đó ông bà TQ đệ đơn yêu cầu chấm dứt việc nuôi con nuôi để Minh Khánh trở lại với gia đình HT, gửi Tòa án nhân dân huyện Trảng Bom, không có tranh chấp gì trong vụ việc này.

## Lập luận của tòa án
Tòa án nhân dân huyện Trảng Bom mở phiên sơ thẩm giải quyết vụ việc dân sự vào ngày 24 tháng 4 năm 2019 tại trụ sở ở đường Nguyễn Huệ của thị trấn, với Chủ tọa là Thẩm phán Nguyễn Thị Hương, Kiểm sát viên Phạm Hữu Tình. Sau khi nghiên cứu các tài liệu, chứng cứ có trong hồ sơ việc dân sự được thẩm tra tại phiên họp, tòa sơ thẩm nhận định rằng việc ông bà TQ nhận nuôi Minh Khánh là con đẻ của ông bà HT, các bên có làm hồ sơ nhận nuôi con nuôi theo đúng quy định của pháp luật, nên quan hệ nuôi con nuôi là hợp pháp và các bên đều thực hiện đầy đủ quyền và nghĩa vụ của mình theo luật định. Nay Minh Khánh [chưa thành niên] có nguyện vọng về ở với bố mẹ đẻ để có điều kiện chăm sóc và hỗ trợ các em ăn học, được bố mẹ nuôi là và bố mẹ đẻ đồng ý, nên bố mẹ nuôi làm đơn đề nghị Tòa án chấm dứt việc nuôi con nuôi là tự nguyện và phù hợp với quy định tại Ðiều 78 của Luật Hôn nhân và gia đình 2014 và Ðiều 25 của Luật Nuôi con nuôi 2010. Do đó tòa nhận định rằng cần chấp nhận yêu cầu chấm dứt việc nuôi con nuôi của bố mẹ nuôi với Minh Khánh. Theo đó, Tòa Trảng Bom chấp nhận yêu cầu của người đệ đơn, quyết định chấm dứt việc nuôi con nuôi.

## Hình thành án lệ
Điều 25 Luật Nuôi con nuôi 2010 nêu 4 trường hợp có thể chấm dứt việc nuôi con nuôi, trong đó không bao gồm tình huống của vụ việc này. Đối chiếu luật định, Giáo sư, Tiến sĩ Luật học Đỗ Văn Đại cho rằng pháp luật đã bỏ sót tình huống của vụ việc này nói riêng và vấn đề nói chung là tình huống con nuôi chưa thành niên nhưng cha mẹ nuôi muốn chấm dứt việc nuôi con nuôi, bản thân con nuôi muốn về với cha mẹ đẻ và cha mẹ đẻ đồng ý nhận lại con. Ông dẫn chứng thực tế có rất nhiều trường hợp sau khi nhận con nuôi thì đứa trẻ không thể hòa hợp với gia đình mới, khi ấy cả cha mẹ nuôi và cha mẹ đẻ đều muốn để đứa trẻ quay lại gia đình cũ, nhưng luật lại không quy định. Với mục đích giải quyết tình huống này trên thực tế, Giáo sư Đỗ Văn Đại và Thạc sĩ Lê Thị Mận từ Trường Đại học Luật Thành phố Hồ Chí Minh đã đề xuất quyết định sơ thẩm của Tòa án Trảng Bom làm án lệ, là 1 trong 18 dự thảo được Hội đồng Thẩm phán xem xét đầu năm 2023, trở thành 1 trong 7 dự thảo được thông qua với tên gọi là Án lệ số 61/2023/AL. Với án lệ này, người đề xuất là Giáo sư Đỗ Văn Đại nhận định sẽ giúp bổ sung cho sự thiếu sót trong Điều 25, và sau khi được áp dụng, thẩm phán khi giải quyết các tình huống tương tự đã có thể áp dụng để tuyên bố chấm dứt việc nuôi con nuôi, kết hợp với Điều 26, Điều 27. Tuy nhiên, ông cũng lưu ý rằng để áp dụng án lệ này thì phải có 3 điều kiện cần và đủ: thứ nhất, cha mẹ nuôi đồng ý chấm dứt việc nuôi con nuôi; thứ hai, bản thân con nuôi đồng ý về với cha mẹ ruột; và thứ ba, cha mẹ ruột đồng ý nhận lại con. Nếu thiếu một trong 3 điều kiện trên, án lệ không thể áp dụng, việc chấm dứt nuôi con nuôi lại phải thực hiện theo quy định tại Điều 25.